# Macrosiphum solutum
Macrosiphum solutum är en insektsart som beskrevs av Blanchard 1939. Macrosiphum solutum ingår i släktet Macrosiphum och familjen långrörsbladlöss. Inga underarter finns listade i Catalogue of Life.